# Meczet Bajrakli
Meczet Bajrakli (serb. Bajrakli džamija) – jedyny meczet w Belgradzie, stolicy Serbii. Powstał w XVI w. podczas panowania Imperium Osmańskiego. Został wybudowany w typowym stylu osmańskim. Znajduje się on na ulicy Gospodar Jevremovej. Nazwa meczetu wywodzi się od tureckiego słowa Bayraklı - oznacza "z flagą".
Meczet posiada jedna kopułę i jeden minaret. Kopuła opiera się na ośmiobocznym tamburze. Zbudowany jest w całości z kamienia, a jedynie minaret wykonany jest z cegły. Okna umieszczone są wysoko.
Podczas panowania Austrii w latach 1717–1739 meczet został przekształcony w kościół rzymskokatolicki, co uchroniło go przed zniszczeniem, a po odzyskaniu miasta przez Turków powrócił do swojej pierwotnej funkcji. 